# Ji Cygni
Ji Cygni o Chi Cygni (χ Cyg / HD 187796 / HR 7564) es una estrella variable en la constelación del Cisne. Su brillo oscila entre magnitud aparente +3,30 y +14,20, el mayor cambio de luminosidad conocido en una estrella si se exceptúan las explosiones o estallidos.
El astrónomo Gottfried Kirch descubrió su variabilidad en 1687, cuando en julio de dicho año observó que la estrella había desaparecido del cielo, no siendo visible de nuevo hasta el mes de octubre.
Recientemente, entre julio y agosto de 2005, su brillo alcanzó magnitud 3,8 de acuerdo a varios informes de la AAVSO, lo que constituiría su brillo máximo en los últimos 148 años.
A una distancia aproximada de 346 años luz del sistema solar, Ji Cygni es una variable Mira con un período de pulsación de 408,05 días. Con una temperatura igual o inferior a 3000 K, es unas 3000 veces más luminosa que el Sol. Tiene un radio 300 veces más grande que el radio solar, comparable a la órbita del planeta Marte.
Al envejecer las variables Mira, pueden bombear carbono de su núcleo hacia la superficie, aumentando la proporción de este elemento frente al de oxígeno. En estrellas normales como el Sol, la proporción de oxígeno es mucho mayor que la de carbono, mientras que en las llamadas estrellas de carbono —como La Superba (Y Canum Venaticorum)—, la proporción es inversa. Ji Cygni, estrella del raro tipo espectral S (S6), está a medio camino entre ambas, siendo las proporciones de carbono y oxígeno similares.
Igualmente destaca su alto contenido en zirconio, como consecuencia del proceso-s que tiene lugar en esta clase de estrellas. Su evolución la irá conduciendo definitivamente hacia una estrella de carbono.